# Ostenfeld, Rendsburg-Eckernförde
Ostenfeld là một đô thị thuộc quận Rendsburg-Eckernförde, bang Schleswig-Holstein.